# Amtsgericht Polkwitz
Das Amtsgericht Polkwitz war ein preußisches Amtsgericht mit Sitz in Polkwitz.

## Geschichte
Von 1849 bis 1879 bestand in Polkwitz die Gerichtskommission Polkwitz des Kreisgerichtes Glogau. Das königlich preußische Amtsgericht Polkwitz wurde mit Wirkung zum 1. Oktober 1879 als eines von 14 Amtsgerichten im Bezirk des Landgerichtes Glogau im Bezirk des Oberlandesgerichtes Breslau gebildet. Der Sitz des Gerichtes war Polkwitz. Sein Gerichtsbezirk umfasste aus dem Kreis Glogau den Stadtbezirk Polkwitz und die Amtsbezirke Kummernick und Nieder Polkwitz sowie Teile der Amtsbezirke Groß Gräditz, Klemnitz und Töppendorf. Am Gericht bestand 1880 eine Richterstelle. Das Amtsgericht war damit ein kleines Amtsgericht im Landgerichtsbezirk. In Folge der Weltwirtschaftskrise wurden 60 Amtsgerichte auf Grund von Sparverordnungen aufgehoben. Mit der Verordnung über die Aufhebung von Amtsgerichten vom 30. Juli 1932 wurde das Amtsgericht Polkwitz zum 30. September 1932 aufgehoben und sein Sprengel dem Amtsgericht Glogau zugeordnet.